# Таджикский аграрный университет
Это статья о Таджикском университете. Для других значений см. ТСХИ
Таджикский аграрный университет имени Шириншо Шотемура (сокращённо ТАУ; тадж. Донишгоҳи аграрии Тоҷикистон ба номи Ш. Шотемур) — один из крупнейших университетов Таджикистана, один из центров развития агропромышленного комплекса, образования и науки в стране. Основан в Ходженте в 1931 году, расположен в столице Республики Таджикистан — Душанбе.
Ректор — доктор сельскохозяйственных наук, профессор Махмадёров Усмон Мамурович тадж. Усмон Махмадёрзода (с 27 января 2020).

## История
Потребность в высококвалифицированных кадрах, обладающих инженерно-техническими и сельскохозяйственными знаниями с учётом зонального размещения отраслей сельского хозяйства в среднеазиатских советских республиках, вызвала необходимость создания специализированных вузов, готовящих специалистов по более узким специальностям. С этой целью в 1931 году на базе сельскохозяйственного факультета Среднеазиатского государственного университета (САГУ) на севере Таджикской ССР в Ходженте был образован Среднеазиатский плодоовощной институт. Было учреждено 13 специализированных кафедр, преподаватели которых обучали 205 студентов и 336 слушателей рабочего факультета. В соответствии с перспективами развития отраслей сельского хозяйства республики институт в 1934 году был реорганизован и переименован в Таджикский сельскохозяйственный институт (ТСХИ), а в 1944 году в целях улучшения материально-технической базы и расширения подготовки специалистов из всех зон республики и подъёма сельского хозяйства Постановлением Совета народных комиссаров Таджикской ССР институт был переведён в Сталинабад (ныне — Душанбе).
Первым ректором института был А. Коршунов (1931), впоследствии в разные годы ТСХИ возглавляли: К. Комили (1931—1933), Пировский (1933), Булатов (1933—1936), Рахматзаде (1936, 1957—1973), Кудрявцев (1936—1939), С. Ф. Медведенко (1939—1941), Б. Ш. Полищук (1941—1942), Долгополов (1942—1944), А. Рогозин (1944—1945), А. А. Калдинов (1945—1946), Ляпин (1946—1947), М. Г. Гулмамедов (1947—1950), О. Ш. Шукуров (1953—1957), Г. А. Алиев (1950—1953, 1974—1981), Рахмат-заде, Усман Курбанович (1957-1973),  Х. Ю. Юсуфбеков (1981—1986), Ю. С. Насыров (1986—2000), Д. С. Тагаев (2000—2003), Д. М. Мирзоев (2003—2005), И. Т. Сатторов (2005—2013), А. Ф. Салимов (2013—2020).
В целях обеспечения кадрами таких развивающихся отраслей, как животноводство и шелководство, в 1943 году на базе агрономического факультета было создано зоотехническое отделение, преобразованное в 1947 году в зоотехнический факультет (с 1976 года — зооинженерный факультет), а в 1944 году учреждено шелководческое отделение.
В годы Великой Отечественной войны подготовка специалистов также осуществлялась эвакуированными (Ленинградским, Киевским, Львовским, Кишинёвским, Ворошиловградским, Мичуринским) институтами. В годы Великой Отечественной войны институт являлся одним из военно-патриотических центров воспитания молодёжи в Таджикской ССР, многие студенты и преподаватели института с оружием в руках защищали родину от фашистских захватчиков, и большинство из них навсегда остались на полях сражений. Немногие выжившие в войне вернулись в институт, кто продолжил учёбу, кто — педагогическую работу.
После войны республика взяла курс на интенсификацию отраслей сельского хозяйства путём выполнения сложных задач в растениеводстве и животноводстве с помощью различных средств механизации. Особую актуальность приобрело строительство водохозяйственных объектов и системное орошение хлопчатника и других сельскохозяйственных культур, на что потребовалось значительное количество инженерных кадров. В этой связи с 1946 года началась подготовка инженеров-механизаторов сельскохозяйственного производства, а с 1951 года инженеров-гидромелиораторов. Организация крупных животноводческих комплексов, перевод животноводства на промышленную основу, создание специализированных хозяйств по производству мяса, молока, яиц определили значительную потребность в ветеринарных врачах, и с 1963 года в институте начали осуществлять подготовку квалифицированных ветеринаров.
С 1950 года в институте начата подготовка специалистов без отрыва от производства на заочном отделении. В 1966 году экономическое отделение агрономического факультета было преобразовано в самостоятельный факультет «Экономики сельского хозяйства», в том же году в институте был образован факультет повышения квалификации.

«Таджикский сельскохозяйственный институт, основан в 1931 <…> В составе ин-та (1975): ф-ты — агрономич., зоотехнич., ветеринарный, механизации с. х-ва, заочный; подготовит. отделение, аспирантура, 41 кафедра, учебно-опытное х-во, ок. 100 уч. лабораторий; в б-ке 300 тыс. единиц хранения. В 1974/75 уч. г. обучалось 5 тыс. студентов, работало св. 300 преподавателей, в т. ч. 14 профессоров и докторов наук, 137 доцентов и кандидатов наук. Ин-ту предоставлено право принимать к защите кандидатские диссертации. Издаются (с 1958) «Труды». В 1931—74 подготовлено ок. 10 тыс. специалистов».— 

## Изменение статуса университета
- В 1992 году Таджикскому сельскохозяйственному институту решением Кабинета Министров Республики Таджикистан придан статус национального. ТСХИ был переименован в «Таджикский аграрный университет». Основание: Постановление Кабинета Министров Республики Таджикистан от 10 августа 1992 г. № 311 «О преобразовании Таджикского сельскохозяйственного института в Таджикский аграрный университет»[2][22].
- Постановлением Правительства Республики Таджикистан от 1 августа 2018 года № 376 утверждён новый устав государственного учреждения «Таджикский аграрный университет имени Шириншо Шохтемура»[23].

## Университет сегодня
Сегодня в ТАУ обучаются почти 8000 студентов, в том числе 291 студент по Президентской квоте из дальних горных районов республики. Всего за период существования вуза подготовлено более 52 тысяч специалистов. Тридцать пять выпускников университета были избраны академиками и членами-корреспондентами Академии наук Республики Таджикистан и ВАСХНИЛ, двенадцать удостоены звания Героя Социалистического Труда, около 360 успешно защитили диссертации на соискание учёной степени кандидата наук и 65 докторов наук, сотни выпускников стали лауреатами Государственной премии СССР и Таджикской ССР.
В университете действуют 9 факультетов и 42 кафедры, где готовят специалистов по 46 специальностям.
Преподавательский состав университета насчитывает более 400 человек, из них 2 академика АН Республики Таджикистан, 7 членов-корреспондентов, 46 докторов и 52 профессора, 142 кандидатов наук, доцентов.
При университете функционируют 2 учебно-производственных хозяйства — в Яванском и в Гиссарском районах, научно-исследовательский Институт биотехнологии с филиалами в Тавильдаринском и Шахристанском районах.
Исследования учёных университета направлены на решение злободневных проблем в АПК, многие исследования отмечены авторскими свидетельствами, патентами; совершаются новые открытия в этой области, за последние 10 лет их количество достигло 80.
Для подготовки научно-педагогических кадров в вузе создана школа профессоров, аспирантура, целью которых является привлечение способных и одарённых студентов к научно-исследовательской работе. В вузе действуют 3 диссертационных Совета по 4 специальностям по защите кандидатских и докторских работ.
В университете работает факультет по работе с иностранными студентами, которые подготовили более 500 специалистов, успешно работающих в 19 стран мира. В университете хорошо налажены международные связи с вузами Японии, Израиля, Мексики, США, Ирана, Швеции, Германии, Кореи и Сирии. Уделяется особое внимание привлечению к обучению зарубежных специалистов. В последние годы университет тесно связан с 83 университетами из 20 стран.
Научная библиотека Таджикского аграрного университета является одной из старейших и богатейших библиотек в республике. Библиотека существует со дня основания сельхозинститута, с сентября 1931 года.

## Факультеты
В университете действуют 9 факультетов (по 46 специальностям): агрономический, агробизнеса (сотрудничает с университетами Европы, Азии, Америки и организациями TEMPUS, ERASMUS, MUNDUS, ITAC, DAAD), учётно-финансовый факультет, плодоводства и биотехнологии сельского хозяйства, экономический, гидромелиоративный, зооинженерный, ветеринарный и факультет механизации сельского хозяйства (сотрудничает с вузами РФ, в частности Институтом физиологии растений имени К. А. Тимирязева).

## Кафедры
| - Кафедра «Высшая математика» - Кафедра «Физическое воспитание и центр оздоровления» - Кафедра «Хлопководства, генетики, селекции и семеноводства» - Кафедра «Химическая агрономия и почвоведение» - Кафедра «Растениеводство» - Кафедра «Кормопроизводство» - Кафедра «Ботаники и экологии сельского хозяйства» - Кафедра «Маркетинга и агробизнеса» - Кафедра «Русского языка» - Кафедра «Английского языка» - Кафедра «Истории и права» - Кафедра «Технология хранения и переработки сельскохозяйственной продукции» - Кафедра «Бухгалтерский учёт и аудит» - Кафедра «Финансы и кредит в АПК» - Кафедра «Информационной технологии в АПК» - Кафедра «Философия и политология» - Кафедра «Экономический анализ и статистика» - Кафедра «Плодоовощеводство» - Кафедра «Виноградарство» - Кафедра «Лесное хозяйство и ландшафтный дизайн» - Кафедра «Защита растений и карантин» - Кафедра «Физиология растений, биотехнология и шелководство» | - Кафедра «Организация производства в предприятиях АПК» - Кафедра «Экономика АПК» - Кафедра «Теория экономики» - Кафедра «Менеджмент и предпринимательство» - Кафедра «Мелиорация, рекультивация и охрана земель» - Кафедра «Эксплуатация гидромелиоративных системы» - Кафедра «Гидротехнических сооружений» - Кафедра «Землеустройство» - Кафедра «Строительной механики и гидравлики» - Кафедра «Физика» - Кафедра «Птицеводства и пчеловодства» - Кафедра «Нормальная анатомия, патология с гистологией и патологическая физиология» - Кафедра «Фармакология и паразитология» - Кафедра «Микробиология и эпизоотология» - Кафедра «Хирургия, акушерство и внутренние незаразные болезни животных» - Кафедра «Ветеринарная санитария» - Кафедра «Технический сервис и ремонт машин» - Кафедра «Теоретическая механика и инженерная графика» - Кафедра «Электрификация и автоматизация сельского хозяйства» - Кафедра «Сельскохозяйственные машины и механизации переработки продуктов». |

## Центры
- Студенческий культурный центр «Гулдаста» (с 1978)
- Лечебный профилакторий (с 1979)
- Центр повышения квалификации кадров AПK[28].

## Музей
В начале 1980-х годов был создан Музей истории Таджикского аграрного университета, открытие состоялось 4 марта 1982 года. В 2001 году, в преддверии 70-летия университета, а также в 2009 году, по случаю визита ректоров ведущих аграрных вузов стран СНГ и предстоящего празднования 80-летия университета, музей был обновлён стендами всех факультетов, новыми экспонатами, выставочным оборудованием и фотографиями достижений вуза.

## Отделы
- Информационно-аналитический центр
- Отдел по управлению качества обучения
- Обмен опыт и работы с молодыми специалистами
- Отдела регистрации документов
- Отдел правового обеспечения и кадров
- Дистанционная форма обучения[31].

## Лаборатории
- Учебная лаборатория «Гальваническое покрытие»
- Учебная лаборатория «Механической переработки»
- Учебная лаборатория «Стандартизация и технические расчёты»
- Учебная лаборатория «Технология конструкционной продукции»
- Учебная лаборатория «Трение и износ и дефектации частей машин»
- Учебная лаборатория — Мастерская механико-слесарная
- Учебная лаборатория «Парк сельскохозяйственных машин»
- Учебный класс «Правила дорожного движения»
- Технологический парк для проведения лабораторно-практических занятий по изучению «Сельскохозяйственных машин»
- Малый завод для переработки сельскохозяйственной продукции[31].

## Учебно-практическое хозяйство
Университет располагает двумя учебно-производственными хозяйствами — Яванским и Гиссарским учебными хозяйствами, где будущие специалисты применяют свои теоретические знания на практике, связав свои познания с производством.

## Издания
- Газета «Дониш» — первый номер газеты был выпущен 14 февраля 1967 году на таджикском и русском языках, на страницах издания рассказывается об учёбе и жизни ТАУ, её первым редактором был доцент Бозоров Ш., затем среди редакторов в разные годы были Набиев А. Н., Ганиев Г. И., Адхамов А., Исломов Т., Шагалов С., Обиди С., Гавриелов М. Н., Латиф Ваххоби, Бобохонов М.[33].
- Журнал «Кишоварз» ведёт свою историю с 1997 года, издаётся на таджикском, русском и английском языках. Освещает проблемы высокой урожайности сельхозпродукции, новых методов лечения животных, питания и обработки сельскохозяйственных культур, эффективного использования земельных ресурсов, различных методов орошения земель, ухода за фруктовыми садами и другие вопросы сельскохозяйственного сектора[34].

## Международные отношения университета
Международное сотрудничество университета является ключевым фактором вхождения вуза в мировое образовательное пространство путём активного внедрения инноваций в учебный процесс, проведения прорывных научных исследований, увеличения студенческой и преподавательской мобильности. В настоящее время ТАУ подписаны международные договора, меморандумы и соглашений о сотрудничестве в области науки, образования, предусматривающие академические обмены и взаимное признание результатов обучения, стажировку студентов со 130 ведущими вузами из 26 государств мира, таких как Российская Федерация, Казахстан, Кыргызстан, Узбекистан, Армения, Азербайджан, Беларусь, Германия, Швеция, Китай, Румыния, Афганистан, Иран, Бельгия, Италия, Индонезия, Польша, Украина, Литва, Пакистан, Латвия, где задействованы многие международные программы. 60 % соглашений о сотрудничестве заключены с университетами РФ и странами СНГ.
В магистратуре Таджикского аграрного университета реализуется ряд совместных проектов с зарубежными партнёрами по международным программам академической мобильности и обучения:
- Проект Эразмус + Германия,
- Проект Эразмус + Румыния,
- Проект Эразмус + Эстония,
- Проект Эразмус + Польша,
- Проект Эразмус + Литва,
- DAAD. Германская служба академических обменов,
- ACT (Университет Вайенштефан-Триздорф) — обучение в Германии,
- Praktikum Global — сельскохозяйственная практика в Германии,
- «PRAXX» — профессиональная практика в Германии,
- JD EAST — учебно-производственная практика в Германии[35].

## Здание университета
В 1954—1959 годах в северной части Душанбе по проекту ГИПРОВУЗа было возведено современное здание Таджикского сельскохозяйственного института (ныне Таджикский аграрный университет (ТАУ)) — симметричное монументальное здание с широким трёхэтажным корпусом. Площадь имени Рудаки возле Сельхозинститута была запроектирована накануне празднования 1000-летия Рудаки, основоположника таджикско-персидской поэзии. Главной доминантой площади является скульптура поэта, возведённая в 1964 году. Установка скульптуры Рудаки в 1964 году и Таджикского сельскохозяйственного института, ныне Аграрного университета на естественном возвышении позволяет зрителям с площади обозревать всю панораму проспекта имени Рудаки (ранее имени Ленина).